# Guerra civil española en la provincia de Burgos

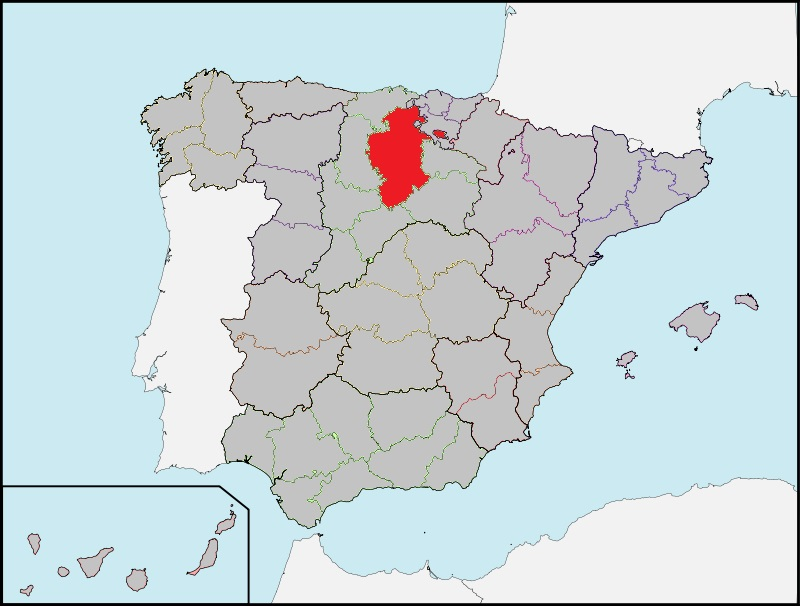
Ubicación de la provincia de Burgos en la España de la época

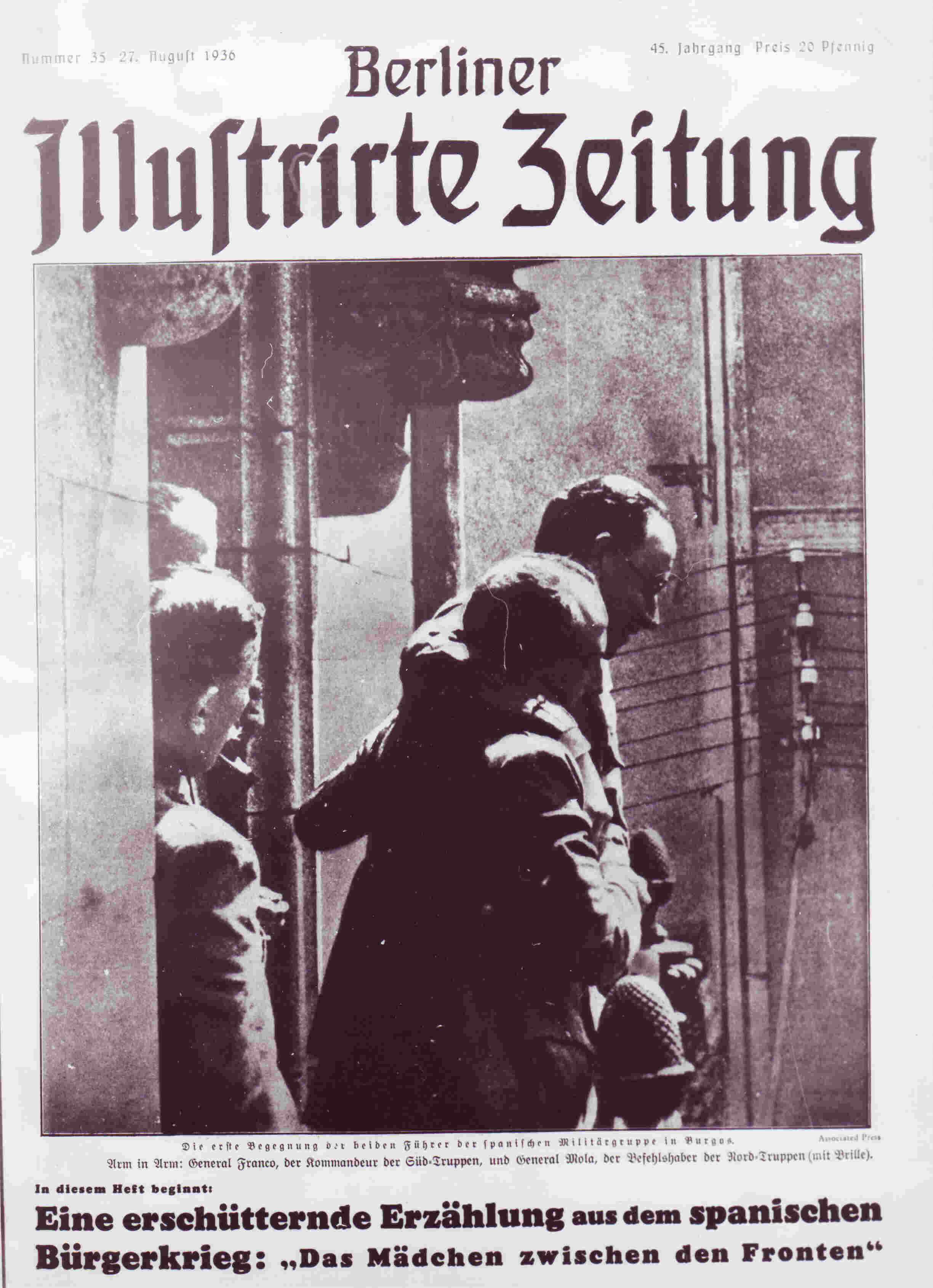
Mola junto al general Franco en una aparición en Burgos el 27 de agosto de 1936, recogida por el periódico alemán Berliner Illustrierte Zeitung. Mola es el que sobresale por la derecha.

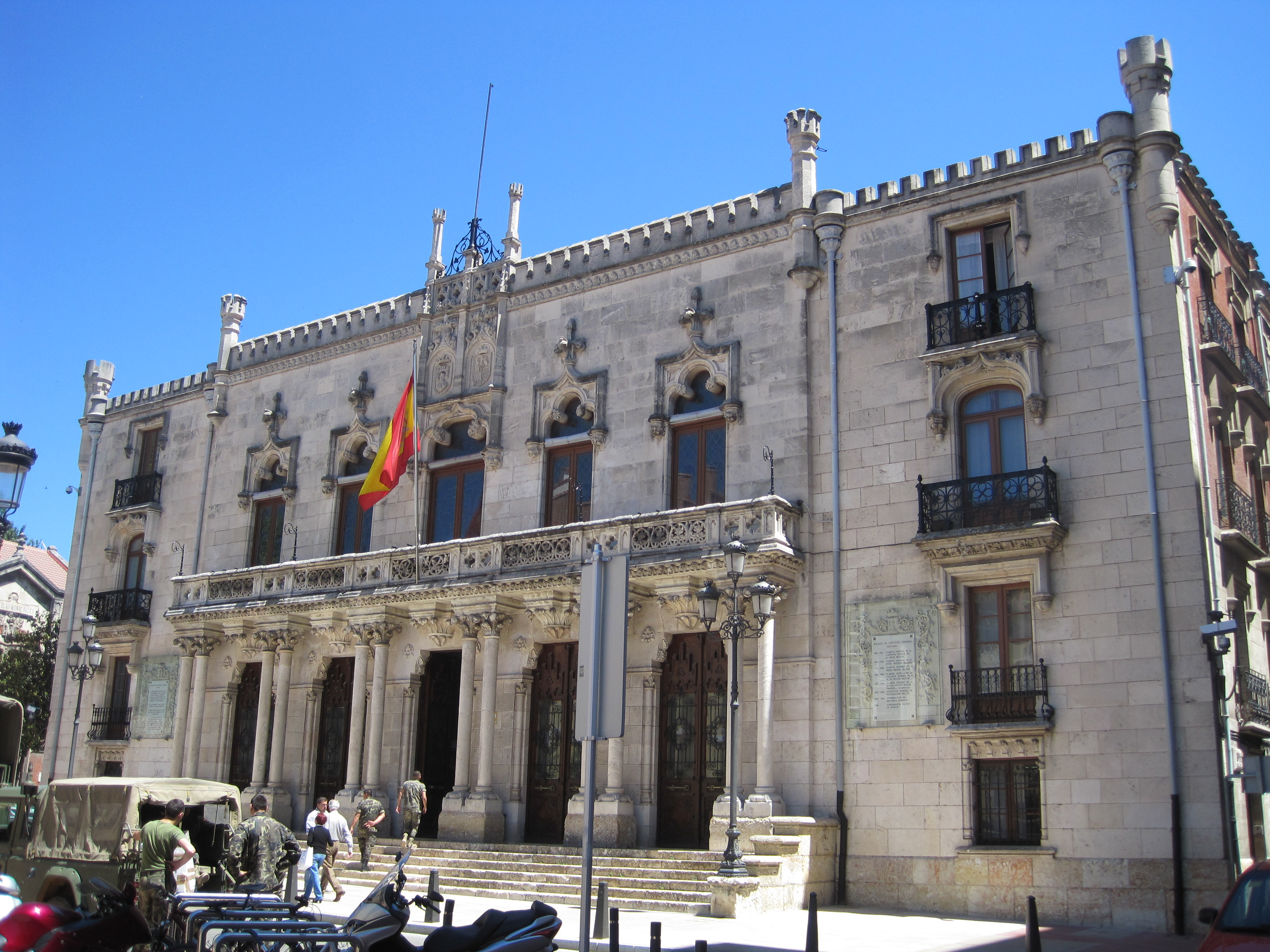
Fachada del Palacio de Capitanía General.

La guerra civil española (1936-1939) tuvo un desarrollo desigual en las provincias de la actual comunidad autónoma de Castilla y León. Burgos albergaba el cuartel general de la VI División orgánica y una nutrida guarnición. Según los planes del general Mola, la VI División debía formar una fuerte columna, que confluiría con otra enviada desde Zaragoza para caer sobre Madrid a través del puerto de Somosierra por la carretera N-I.
El general Batet y otros mandos fueron arrestados por los golpistas cuando el 19 de julio sacaron las tropas a la calle. 
Se produjo una fuerte resistencia al golpe en las localidades con mayor concentración de obreros, como Miranda de Ebro, pero los sublevados se hicieron con el control de casi toda la provincia en unos días (excepto algunos valles del norte de las Merindades -Valle de Mena, Valle de Losa, Alfoz de Santa Gadea, Alfoz de Bricia...-) y el extremo norte de La Lora, desde los que hubo varios contraataques republicanos no muy exitosos; hasta el verano de 1937, en el que estas zonas son conquistadas durante la caída del frente del Norte), dando comienzo a una violenta represión.
Una vez controlada la situación por los sublevados, Burgos se convirtió en la capital de la zona sublevada durante toda la guerra. En el Palacio de Capitanía General Francisco Franco fue declarado Jefe Superior de los Ejércitos de España el 1 de octubre de 1936, liderando el autodenominado "bando nacional" durante la guerra civil. El último parte de la guerra civil española correspondiente al 1 de abril de 1939 se realizó en Burgos. Incluso una vez finalizada esta hasta el 18 de octubre de 1939, cuando se trasladó a Madrid (la guerra civil había acabado el 1 de abril, es decir que por ejemplo cuando se inicia la Segunda Guerra Mundial Burgos es la capital de España).

## Antecedentes

### Fuerzas militares
Burgos albergaba el cuartel general de la VI División orgánica, cuyo jefe, desde el 24 de junio, era el general Domingo Batet Mestres, de probada lealtad al régimen constitucional. Era también cuartel general de la 11.ª Brigada de infantería (general Gonzalo González de Lara, comandante militar de la plaza), que contaba en Burgos con el regimiento de infantería San Marcial núm. 22 (coronel José Gistau Algarra). La otra brigada de infantería de la División, la 12.ª, tenía el cuartel general en Pamplona y su jefe era el general Emilio Mola, “el Director” clandestino de la conspiración golpista . 
Asimismo formaban parte de la guarnición burgalesa el regimiento de artillería ligera núm. 11, el regimiento de caballería España núm. 5 y otras unidades y servicios divisionarios no combatientes. Había en Burgos dos aeródromos, el de Gamonal y el de Villafría, pero sin ninguna unidad aérea asignada. El Grupo de reconocimiento aéreo núm. 23 tenía su base en el de Agoncillo (Logroño).
La provincia burgalesa contaba, como todas, con una comandancia de la Guardia Civil y algunas unidades de la Guardia de Asalto.
Según los planes de Mola, la VI División debía formar una fuerte columna, que confluiría con otra enviada desde Zaragoza para caer sobre Madrid a través del puerto de Somosierra por la carretera N-I Madrid-Irún.

### Situación política
El ambiente político en la provincia burgalesa era claramente favorable al golpe. Las principales fuerzas políticas burgalesas eran la CEDA y el Partido Socialista, los primeros a través de las organizaciones católicas agrarias y el segundo a través de las Casas del Pueblo. Como particularidad, Burgos era el único lugar donde tenía algún tipo de organización el Partido Nacionalista Español de José María Albiñana. También había cierta presencia tradicionalista, mientras que Falange Española contaba con muy pocos afiliados. 
El general Mola confiaba plenamente en el triunfo del golpe en Burgos, lo cual, unido a su control de la guarnición de Pamplona y su alianza con los tradicionalistas, le hacía prever un rápido éxito del sublevación en la 6.ª División. Sin embargo, la conspiración tenía unas ramificaciones muy débiles, casi inexistentes, en San Sebastián, Bilbao y Santander, plazas que también formaban parte de la 6.ª División.
En abril de 1936 se habían formado dos juntas clandestinas, una civil dirigida por el general Fidel Dávila Arrondo, y otra militar dirigida por el general González de Lara. El general Batet desconfiaba de Mola y de González de Lara, de quienes sospechaba sus actividades, pero no podía probarles nada. El 16 de julio Batet se entrevistó con Mola en el monasterio de Irache (Navarra), en una reunión muy tensa en la que Mola le dio a entender que no estaba conspirando diciendo que no estaba en ninguna "aventura". Batet sólo se fiaba del gobernador civil, Julián Fagoaga Reus, y del jefe de la comandancia de la Guardia Civil, teniente coronel Eduardo Dasca.

## La sublevación
A las diez de la noche del 17 de julio, siguiendo instrucciones del Gobierno, Batet ordenó el arresto de González de Lara y varios oficiales más, que fueron trasladados al cuartel de la Guardia Civil. Entonces la junta militar clandestina decidió liberarlos, para lo cual una compañía de infantería de San Marcial se presentó en el cuartel de la Guardia Civil. Sin embargo, González de Lara se negó a ser liberado por ese procedimiento y todo el grupo se quedó en el cuartel. Horas después fueron conducidos a Guadalajara.
Enterado el general Batet de este hecho, decidió destituir del mando del regimiento al coronel Gistau, pero éste se negó a obedecerle. Desde ese momento todos los jefes militares se pusieron en rebeldía y acuartelaron las fuerzas sin orden previa. De hecho, el sábado 18 por la mañana Batet convocó a una reunión en su despacho a todos los jefes, y no fue ninguno.
Mientras tanto, militantes de izquierdas vigilaban los movimientos de los cuarteles e informaban al gobernador civil y al general Batet. Grupos de obreros de la Casa del Pueblo reclamaron al gobernador que les facilitara armas, pero ni el comisario de policía ni la Guardia Civil cumplieron la orden que éste les dio.
El día 18, la comisión gestora de la Diputación Provincial manifestó su adhesión al gobierno y a la República. El alcalde Luis García-Lozano, del Partido Republicano Conservador, se mostró ambiguo, ya que su partido era republicano, pero opuesto al Frente Popular.

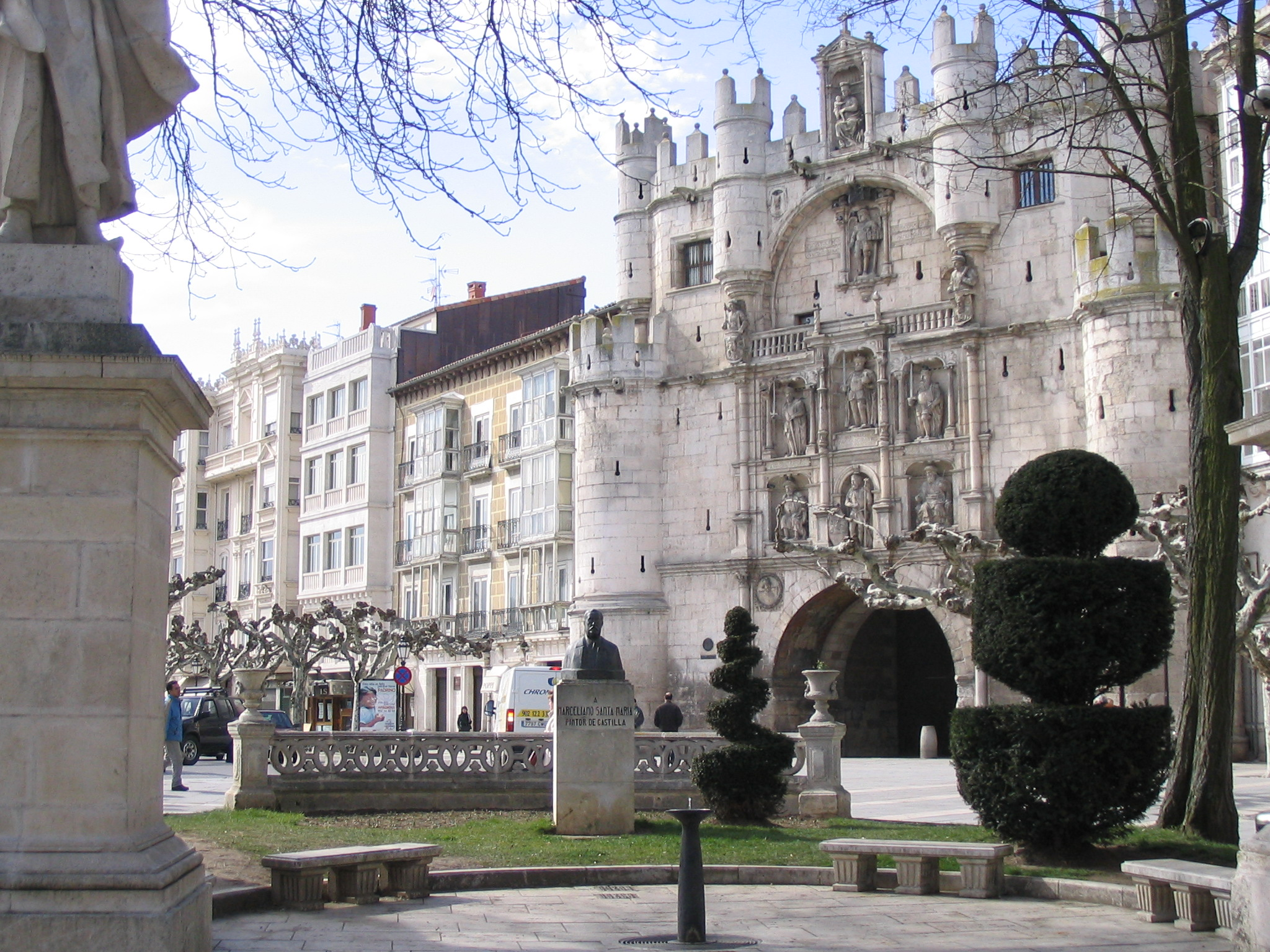
Arco de Santa María en Burgos.

Sobre las cinco de la tarde llegó al cuartel de San Marcial el general Julio Mena Zueco, nombrado por el gobierno para hacerse cargo de la brigada en sustitución de González de Lara. Pero fue inmediatamente detenido por el coronel Gistau. Tras varias reuniones en las que el general Batet instó a los sublevados a mantenerse dentro del orden legal, fue detenido por sus propios subordinados y recluido en sus habitaciones del cuartel. 
A las dos de la mañana del domingo 19, las tropas salieron a la calle, junto con la Guardia Civil y la de Asalto, y se leyó el bando de declaración del estado de guerra, tal vez azuzados los jefes rebeldes por el rumor de que una columna de mineros de Barruelo de Santullán y de obreros de Reinosa y Arija caería sobre Burgos al amanecer. El teniente coronel Gavilán ocupó el gobierno civil y detuvo al gobernador , al teniente coronel Dasca y al coronel jefe del Tercio de la Guardia Civil. El general Dávila se hizo cargo del gobierno civil. Las tropas tomaron Correos, la Telefónica, la emisora de radio y la estación de tren, al tiempo que los derechistas presos eran liberados. Dávila ordenó a todos los cuarteles de la Guardia Civil de la provincia que disolvieran las gestoras del Frente Popular y se hicieran con el control, deteniendo a todos los "extremistas" que pudieran.
A primeras horas de la mañana del domingo 19, el general Mola declaró el estado de guerra en Pamplona y asumió el mando de la 6.ª División. En Burgos, el alcalde presentó su dimisión, pero Dávila le confirmó en el cargo. Los legionarios nacionalistas de Albiñana arriaron la bandera tricolor de los edificios oficiales (y la ultrajaron y pisotearon), sustituyéndola por la rojigualda. La Guardia Civil y voluntarios derechistas ocuparon la Casa del Pueblo y las sedes de las organizaciones de izquierdas.
La amenaza más grave para los sublevados procedía de las mineros de Barruelo y de los obreros de Reinosa y Arija, así como de las guarniciones de Bilbao y San Sebastián. Hubo focos de oposición armada en Villadiego, Melgar de Fernamental y Pancorbo, rápidamente reprimidos por los guardias civiles y milicianos de derechas. Los hechos más graves dentro de la provincia tuvieron lugar en Miranda de Ebro, donde los ferroviarios se hicieron con el control de la ciudad debido a que los guardias del cuartel local se habían desplazado a Burgos. La Guardia Civil y la de Asalto ocuparon la ciudad después de varias horas de intenso tiroteo. Por otro lado, al norte merodeó una columna gubernamental por Medina de Pomar y Espinosa de los Monteros, sin presentar batalla.
La misión principal de las fuerzas sublevadas en Burgos era tener expedito el puerto de Somosierra, en especial controlar el túnel en construcción del ferrocarril Madrid-Burgos. El mismo día 19 por la mañana salió de Burgos una avanzadilla de falangistas y guardias civiles (unos cien hombres, de ellos 13 guardias), dirigidos por Carlos Miralles, de Renovación Española, para ocupar Somosierra.

## Capital del Nuevo Estado
El 1 de octubre de 1936, en el salón del trono de la Capitanía General de Burgos, Francisco Franco tomaba posesión de su nuevo cargo, como Generalísimo del ejército sublevado y Jefe del Gobierno del Estado.
La provincia de Burgos, y sobre todo su capital, destacan por su importancia en la formación y organización de la zona sublevada. Durante la guerra civil española, la ciudad de Burgos fue sede de la Junta de Defensa Nacional. En la ciudad tuvo también lugar la formación del Primer Gobierno nacional de España (1938-1939), durante el cual Francisco Franco asume oficialmente los cargos de Jefe de Estado y de Gobierno. El último parte de la guerra civil española correspondiente al 1 de abril de 1939 se realizó en Burgos. Incluso el gobierno franquista todavía permaneció en Burgos hasta el 18 de octubre de 1939, cuando se trasladó a Madrid (la guerra civil había acabado el 1 de abril, es decir que por ejemplo cuando se inicia la Segunda Guerra Mundial Burgos es la capital de España). El 9 de agosto se forma en esta ciudad el segundo gobierno franquista.